# Brouwerij De Vis (Meldert)
Brouwerij De Vis is een voormalige brouwerij in het Oost-Vlaamse Meldert in België. De brouwerij was gelegen in de huidige Faluintjesstraat en was actief tot 1921.

## Historiek
Familie De Vis is een gekende molenaarsfamilie uit Meldert. Molenaars behoren vaak tot de betere klasse, de familie leverde dan ook verschillende burgemeesters en schepenen.
Een oprichtingsdatum is niet gekend. Maar in 1861 worden verschillende familieleden De Vis als brouwer genoteerd in de aktes van de burgelijke stand. De brouwerij was in 1845 in handen van Jan-Baptiste De Vis en later in handen van zijn zoon Pieter Paul De Vis (tevens burgemeester tussen 1879 en 1891). De laatste eigenaars van familie De Vis zijn broer en zussen August, Rufina Francisca en 'Mieneke'. In 1956 werd de hoeve verkocht aan familie De Bondt.
Frans De Bondt, gehuwd met Antoinetta Van Osta bouwde de brouwerij om tot een limonadefabriek en bieruitzetter. Hun zoon Marcel De Bondt zou deze bierhandel nog doorzetten tot 1997.

## Het gebouw
De boerderij-brouwerij heeft de vorm van een vierkantshoeve. De gebouwen aan de achterzijde vormden de eigenlijke brouwerij. Rechts van het brouwerijgebouw stond vroeger ook een hopast en een hoge schouw voor de stoomketel. De dwarsschuur rechts van het woonhuis werd in de jaren '50 - '60 van vorige eeuw afgebroken.